# IJ (digraf)
Ĳ er på nederlandsk en digraf af bogstaverne I og J.
Ofte skrives ĳ i håndskrift som en ligatur.
Stednavne skrives med stort som på dansk, således skrives flodnavnet IJ ikke Ij.
På nederlandsk betragtes ĳ som ét bogstav og udgør da sammen med y det 25. bogstav i det nederlandske alfabet. IJ er dog et andet bogstav end Y.
Digrafen ĳ betegner diftongen [eɪ]? eller [ɛɪ]? og skrives som ei (kort) og ĳ (lang). I ordet bijzonder og i visse stednavne forekommer den ældre lydværdi [i:]? endnu, såsom i Wijchen og Wijlre. I endelsen -lĳk betegner ĳ schwa-lyden [ə]?.

## Oprindelse
"Ĳ" var oprindeligt et dobbelt i som i mellem-nederlandsk repræsenterede et langt [ i:]?. Dengang blev i ofte skrevet uden prik og derfor kunne digrafen ıı i håndskrift nemt forveksles med bogstavet u. For at øge læsbarheden blev det andet i tilføjet en hale, som også blev brugt i romertal som iij. Den "lange ĳ" blev officielt indført i 1804.

## Computertegnsæt
Ligaturen er ikke optaget i ASCII eller ISO 8859. Derfor bliver den oftest skrevet som i og j.
Ligaturen findes dog i Unicode, i Latin Extended-A, som Ĳ (U+0132) og ĳ (U+0133). Men brug af tegnet bliver frarådet.
HTML har koderne &#306; (Ĳ) og &#307; (ĳ).
Unicode tilbyder endnu en mulighed for at skrive i‌j (resp. I‌J): i&zwnj;j ved hjælp af styretegnet &zwnj; (på engelsk kaldet Zero-width non-joiner).